# Va' dove ti porta il cuore (1972)
Va' dove ti porta il cuore è un saggio del 1972 del benedettino francese Jean-Marie Déchanet, un monaco interessato al buddismo, tradotto in italiano nel 1973.
Si è trovato al centro delle cronache dopo che Susanna Tamaro, autrice di un libro omonimo del 1994, accusò di plagio il comico Daniele Luttazzi per il libro-parodia Va' dove ti porta il clito. Luttazzi vinse la causa. Nel romanzo della Tamaro si notano molti temi in comune con quelli sviluppati dal monaco benedettino.
Il titolo è ispirato ad un versetto biblico, riportato in apertura: 
Segui pure le vie del tuo cuore

e i desideri dei tuoi occhi.

Sappi però che su tutto questo
Dio ti convocherà in giudizio.»
(Ecclesiaste 11:9)
La ri-scoperta del libro nel 1995 avvenne da parte della giornalista milanese Valeria Serra, che aveva un vago ricordo del titolo, quando decise di andare a cercare nella biblioteca del padre. Qui trovò un vecchio volumetto di 156 pagine pubblicato 22 anni prima da una piccola casa editrice umbra, una traduzione dal francese dell'originale, che ha lo stesso titolo dell'opera della Tamaro in Francia.

## Edizioni
- (FR) Jean-Marie Déchanet, Va où ton cœur te mène : au-delà du yoga, Parigi, Desclée De Brouwer, 1972.
- Jean-Marie Déchanet, Va' dove ti porta il cuore: al di là dello yoga, traduzione di Clara Virgili, Assisi, Cittadella, 1973.
- Jean-Marie Déchanet, Va' dove ti porta il cuore: al di là dello yoga, traduzione di Clara Virgili, Assisi, Cittadella, 1995, ISBN 88-308-0589-0.